# Salem Saleh ben Braik
Salem Saleh ben Braik, né le 3 avril 1965 à Al Moukalla, est un homme d'État yéménite, Premier ministre depuis 2025. Il est le ministre des Finances du gouvernement précédent,.